# Aragua

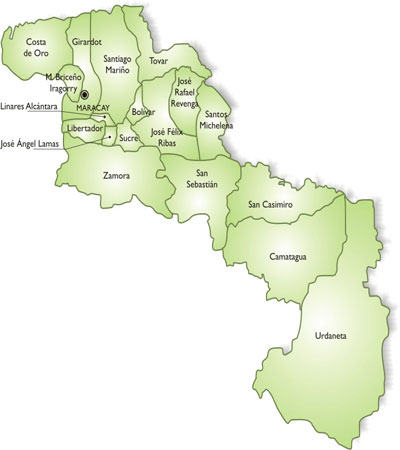
Municipalities of Aragua

Estado Aragua là một bang ở vùng bắc trung bộ Venezuela. Bang này có các khu rừng nhiệt đới và các bãi biển bên bờ Caribe. Vườn quốc gia đầu tiên của Venezuela, Henri Pittier nằm ở đây.
Thủ phủ là Maracay.
Aragua có diện tích 7.014 km², theo điều tra năm 2001, dân số ước khoảng 1.665.200 người.

## Các đô thị và thủ phủ đô thị
Aragua có 18 đô thị (municipios):
1. Bolívar (San Mateo)
2. Camatagua (Camatagua)
3. Francisco Linares Alcántara (Santa Rita)
4. Girardot (Maracay)
5. José Angel Lamas (Santa Cruz)
6. José Félix Ribas (La Victoria)
7. José Rafael Revenga (El Consejo)
8. Libertador (Palo Negro)
9. Mario Briceño Iragorry (El Limon)
10. Ocumare de la Costa de Oro (Ocumare de la Costa)
11. San Casimiro (San Casimiro)
12. San Sebastián (San Sebastián)
13. Santiago Mariño (Turmero)
14. Santos Michelena (Las Tejerías)
15. Sucre (Cagua)
16. Tovar (Colonia Tovar)
17. Urdaneta (Barbacoas)
18. Zamora (Villa de Cura)